# آروی گاو
آروی گاو یک ستاره است که در صورت فلکی ثور قرار دارد.